# Me gusta (Natti Natasha)
Me gusta è un singolo della cantante dominicana Natti Natasha, pubblicato il 2 dicembre 2018 su etichetta discografica Pina Records come secondo estratto dall'album di debutto Iluminatti. 
Il brano è stato scritto dalla stessa cantante in collaborazione con Ramón Ayala, Rafael Nieves Pina, Juan Rivera Vázquez, Héctor Lamboy, Waldemar Cancel, Justin Quiles e Simón Restrepo, nella canzone appare anche il cantante porticano Daddy Yankee (solo nei cori del post-ritornello). 
Il 1 maggio 2019 venne pubblicato un remix con il cantante porticano Farruko 

## Tracce
Download digitale
1. Me gusta – 3:17

2. Me gusta remix (con Farruko) – 3:17

## Classifiche
| Classifica (2018)     | Posizione massima |
| --------------------- | ----------------- |
| Repubblica Dominicana | 4                 |